# 美麗頭條
《美麗頭條》是臺灣女子組合Dream Girls的第三張專輯，也是第一張正規專輯，專輯概念為夢想、美麗與愛的話題；並且能一起分享、傳遞出去的美麗力量。

專輯的造型更是搭配歌曲曲風，創造屬於Dream Girls風格的時尚；這次更一口氣搭配六種截然不同的造型；格紋嘻哈龐克、30年代奢華禮服、韓系現代簡約、前衛科技魚骨裝、甜美古典小洋裝、白色夢幻復古裝；絕對讓歌迷們目不暇給！
至於專輯封面，則是由攝影大師蘇益良掌鏡，針對「美麗頭條」的主題，以「狗仔」偷拍為概念，藉由時尚的手法來捕捉三人在準備工作前、工作時、進電梯、出門、街上被跟拍的強烈視覺。

此專輯特別請到陶喆的御用製作人Andrew量身打造專屬曲風，除了有合唱曲之外，三位成員更首次發表個人獨唱歌曲，展現個別的聲音及魅力，藉由三人不同的聲線，在詮釋不同曲風的歌曲時，更能感受到每個人不同的個性與想法，希望能夠完美詮釋歌裡的情感，讓曾經在愛裡受傷、幸福、感動的人，都能夠獲得共鳴。而第十首《Whatever》為主打歌曲《美麗頭條》的韓文版，歌詞是由隊長宋米秦所填寫，於2013年12月27日發行。

## 曲目
| 曲序 | 曲目           |           | 作曲                        | 备注                          | 时长 |
| ---- | -------------- | --------- | --------------------------- | ----------------------------- | ---- |
| 1.   | 美麗頭條       | 劉麗萍    | Par Westerlund Lauren Dyson | 第一波主打歌                  | 3:56 |
| 2.   | 聽你說         | 劉麗萍    | 蔡旻佑                      | 第二波主打歌                  | 3:39 |
| 3.   | 雪人的眼淚     | 黃文萱    | 陳威全                      | 郭雪芙獨唱                    | 4:13 |
| 4.   | 我跟她們不一樣 | 葛大為    | Jeon Jeong-Hoon             | 李毓芬獨唱                    | 3:53 |
| 5.   | 再見我愛你     | 梁錦興    | 朱敬然                      | 宋米秦獨唱                    | 4:09 |
| 6.   | 隨風而過       | Symphonic | Symphonic                   |                               | 3:24 |
| 7.   | Amazing        | Symphonic | Symphonic                   |                               | 3:31 |
| 8.   | 聽說愛情回來過 | 李偲菘    | 李偲菘                      |                               | 4:34 |
| 9.   | 來得及愛你     | 葛大為    | Ryu Won-Kwang               | 李毓芬獨唱 電視劇涛女郎主題曲 | 3:46 |
| 10.  | Whatever       | 宋米秦    | Par Westerlund Lauren Dyson | 美麗頭條(Korean ver. )        | 3:56 |